# San Barsanofio
Barsanofio, conosciuto anche come Barsanufio o Barsanofrio (Egitto, V secolo – Gaza, 540), è stato un anacoreta egiziano del V secolo; è venerato come santo dalla Chiesa cattolica e da quella ortodossa .
Anacoreta ed esicasta, è venerato come santo sia dalla Chiesa cattolica, per cui è patrono della città e della Diocesi di Oria, dove è celebrato il 20 febbraio e il 30 agosto, sia da quella ortodossa che lo festeggia il 6 febbraio. Il Martirologio romano riporta la sua festa all'11 aprile.

## Biografia
Barsanofio, detto il Grande Anziano del Deserto, visse sempre in completa solitudine presso il monastero di San Seridone sito nel deserto di Gaza (Palestina), esercitando la sua attività di direzione spirituale attraverso lo scambio di lettere e biglietti dettati al suo segretario, poi confluiti in un epistolario. Suo principale confratello e discepolo fu Giovanni detto il Profeta, abate del monastero di Merosala e maestro di Doroteo di Gaza, anch'egli autore di parte della corrispondenza. Dell'intero carteggio sono giunte a noi oltre 800 lettere che grande influenza hanno avuto sulla storia del monachesimo orientale.
La sua morte, avvenuta in tarda età, è collocata attorno al 540.

## Culto
Fra gli storici antichi, Evagrio lo Scolastico dedicò a lui un capitolo della sua Storia Ecclesiastica, scritta intorno al 593. La sua venerazione in Costantinopoli dopo il X secolo è attestata dalla presenza del suo nome in alcuni manoscritti liturgici, che ne indicano il 6 febbraio (19 secondo il nostro calendario) quale giorno della sua Memoria liturgica. Il Martirologio Romano assegna la commemorazione di san Barsanufio all'11 aprile e nell'ultima edizione del 2001 gli riserba le seguenti espressioni: «Apud Gazam in Palestina, sancti Barsanuphii, anachoretae, qui aegyptius generem singulari contemplationis virtute praeditus fuit et integritate vitae eximus». È venerato nella chiesa ortodossa in Cappadocia e nella Chiesa cattolica italiana presso la Diocesi di Oria della quale è patrono principale. Si festeggia la traslazione delle sue reliquie, che furono portate dall'Oriente a Oria e ancora lì vengono venerate, il 30 agosto. Nella città di Oria si festeggia anche il suo patrocinio il 20 febbraio, a ricordo del suo intervento miracoloso a protezione del popolo oritano in occasione del terremoto verificatosi nel 1743.

### Miracoli
Gli eventi miracolosi legati al santo sono numerosi; due in particolare meritano menzione: 
- Durante l'assedio della città di Oria avvenuto nel 1504 ad opera degli spagnoli, san Barsanofio sarebbe apparso armato di spada al comandante spagnolo Pedro De Paz scoraggiando la presa della città;
- Il 7 settembre 1943, nel corso della seconda guerra mondiale avrebbe steso il suo mantello provocando una fitta pioggia, che avrebbe impedito agli alleati di bombardare la città di Oria. Alcuni aviatori americani riferiscono che in cielo apparve un uomo dalla folta barba grigia che stendeva il suo mantello a protezione di Oria[6].

### Venerazione
Ancora oggi sono venerate le sue reliquie (presenti nella Basilica Cattedrale oritana) in particolare il suo braccio, più volte presente nei racconti degli oritani. Si narrano diverse leggende una delle quali dice che, mentre le reliquie del Santo stavano per essere rubate il suo braccio si sarebbe aggrappato ad una colonna appena fuori una porta della città (odierna porta degli ebrei o Taranto) rimanendo così ad Oria. Le reliquie erano arrivate ad Oria con un monaco palestinese nell'850 e collocate nell'odierna chiesa di San Francesco da Paola dal vescovo Teodosio. Durante l'assedio saraceno e il successivo saccheggio della città del 925/926 se ne perse traccia, fino al loro ritrovamento avvenuto nel 1170 ad opera del chierico Marco. A seguito del ritrovamento furono solennemente traslate nella cattedrale dal vescovo Lupone il 30 agosto dello stesso anno. Attualmente la Basilica Cattedrale di Oria possiede e venera il braccio di San Barsanofio.
La chiesa di Oria festeggia la memoria di san Barsanofio il 20 febbraio ed il 30 agosto.
Un'immagine del Santo era presente nelle decorazioni dell'altare principale della Basilica di Santa Sofia di Istanbul già nel IX secolo.